# Hande Baladın
Hande Baladın (* 1. September 1997 in Kütahya) ist eine türkische Volleyballspielerin.

## Karriere

### Verein
Für die Saison 2014/15 wurde Baladın zusammen mit vier anderen Spielerinnen aus der Jugendmannschaft von Eczacıbaşı Istanbul an Sarıyer Belediyespor ausgeliehen.
Mit Eczacıbaşı Vitra gewann sie die Goldmedaille bei der FIVB-Volleyball-Frauen-Klub-Weltmeisterschaft 2016. Von 2018 bis 2019 spielte sie für den Verein Galatasaray Istanbul. Seit 2019 ist sie wieder im Verein Eczacıbaşı Istanbul aktiv.

### Nationalmannschaft
Juli 2011 wurde sie in die türkische Jugendnationalmannschaft aufgenommen. Baladın gewann mit der Nationalmannschaft die Bronzemedaille bei der Mädchen-Jugend-Volleyball-Europameisterschaft 2013, die vom 30. März bis 7. April 2013 in Serbien und Montenegro stattfand. Außerdem wurde sie zur „Besten Blockerin“ der Meisterschaft gewählt.